# A.C. Meyers Vænge
A.C. Meyers Vænge er en gade i Københavns Sydhavnskvarter mellem Teglholmsgade og Sydhavnsgade ved Frederikskaj. Gaden er navngivet til minde om den danske stukkatør, socialdemokrat, journalist, forfatter og politiker A.C. Meyer.
Gaden er domineret af to lejlighedkomplekser og en af de to gamle "Nokia-bygninger, karakteristisk ved en glasbro over kanalen. Bygningen huser nu bl.a. Aalborg Universitet København, Statens Byggeforskningsinstitut samt mange mindre opstartsvirksomheder.
55°39′5.9″N 12°32′32.8″Ø / 55.651639°N 12.542444°Ø
|  | Denne artikel om lokaliteten A.C. Meyers Vænge kan blive bedre, hvis der indsættes et (bedre) billede. Du kan hjælpe ved at afsøge Wikimedia Commons for et passende billede eller lægge et op på Wikimedia Commons med en af de tilladte licenser og indsætte det i artiklen. |